# 南富健三
南富 健三（なんふう けんぞう、1970年1月22日 - ）は、アメリカ合衆国ハワイ州出身でかつて高砂部屋に所属していた元大相撲力士。本名はケカウオハ・ビジオ・カレオ。身長178cm、体重126kg、最高位は西幕下筆頭（1996年3月場所）。得意手は押し、左四つ、寄り。

## 来歴
地元の高校を卒業してからしばらく経った頃、当時大関であった小錦の勧誘を受けた。小錦はその際に「相撲をやっても辛いことの方が多いよ」と厳しさを前面に出しながら勧誘したが、当のケカウホアは却ってこの勧誘に誠意を感じて入門。同期の同部屋、かつ同じハワイ出身者として砂浜や高竜がおり、彼らが心の支えになると期待した部分も入門に大きく関わっている。
1990年9月場所に初土俵を踏んだ時点では110kg前後の体格であり、同時期にすでに150Kgの体格を有していた砂浜が高砂から関取昇進を期待されていたのとは対照的に「幕下昇進にもずいぶん時間がかかりそうだ」と評されていた。しかし初土俵から丸2年後の1992年9月場所には幕下昇進を果たすなど出世は早かった。その間に高竜が電話で小錦に成りすましてニューヨーク・タイムズの記者の取材に応じたことで小錦本人が品格問題に巻き込まれる騒動が起こり、同じハワイ人として自身も周囲から白い目で見られたというが、却って「逃げずに相撲を続けるという目標が生まれた」という。
幕下昇進後は概ね定着を見たが、1995年3月場所は怪我により自身初の休場。しかし翌5月場所に7戦全勝で三段目優勝。翌7月場所に最高位を東幕下10枚目まで更新し、ここから翌1996年1月場所まで勝ち越しを続けて同年3月場所には関取目前となる西幕下筆頭まで上り詰めた。ところがその3月場所で1勝6敗の不振に終わり、場所後に今後関取昇進の見込みがないと判断。周囲からは「せっかく関取目前まで進んだのにもったいない」と慰留されたが、本人は予てよりの故障もあって「若く体が動くうちにアメリカに戻って働きたい」と振り切り、そのまま同年9月場所を最後に廃業。
十両力士との対戦成績は、東幕下2枚目の1996年1月場所で1勝、自己最高位の西幕下筆頭の同年3月場所で1敗、合計1勝1敗である。

## 主な成績
2014年9月場所終了現在
- 通算成績：109勝73敗（27場所）

| | 一月場所 初場所（東京） | 三月場所 春場所（大阪） | 五月場所 夏場所（東京） | 七月場所 名古屋場所（愛知） | 九月場所 秋場所（東京） | 十一月場所 九州場所（福岡） |
| --- | ----------------------- | ----------------------- | ----------------------- | --------------------------- | ----------------------- | --------------------------- |
| 1990年 （平成2年） | x                       | x                       | x                       | x                           | （前相撲）              | 東序ノ口35枚目 6–1          |
| 1991年 （平成3年） | 西序二段82枚目 6–1      | 東序二段12枚目 5–2      | 西三段目80枚目 5–2      | 西三段目45枚目 4–3          | 西三段目28枚目 2–5      | 西三段目50枚目 4–3          |
| 1992年 （平成4年） | 東三段目35枚目 5–2      | 西三段目10枚目 2–5      | 西三段目42枚目 4–3      | 西三段目25枚目 5–2          | 西幕下56枚目 1–6        | 西三段目33枚目 5–2          |
| 1993年 （平成5年） | 東三段目8枚目 5–2       | 西幕下43枚目 3–4        | 西幕下54枚目 2–5        | 東三段目13枚目 4–3          | 西幕下60枚目 5–2        | 西幕下41枚目 3–4            |
| 1994年 （平成6年） | 西幕下51枚目 6–1        | 東幕下24枚目 4–3        | 東幕下17枚目 3–4        | 東幕下26枚目 1–6            | 西幕下54枚目 2–5        | 西三段目17枚目 5–2          |
| 1995年 （平成7年） | 西幕下52枚目 5–2        | 西幕下30枚目 休場 0–0–7 | 西三段目10枚目 優勝 7–0 | 東幕下10枚目 4–3            | 東幕下7枚目 4–3         | 西幕下4枚目 4–3             |
| 1996年 （平成8年） | 東幕下2枚目 4–3         | 西幕下筆頭 1–6          | 西幕下15枚目 4–3        | 西幕下11枚目 2–5            | 西幕下29枚目 引退 0–0–7 | x                           |
| 各欄の数字は、「勝ち-負け-休場」を示す。 優勝 引退 休場 十両 幕下 三賞：敢=敢闘賞、殊=殊勲賞、技=技能賞 その他：★=金星 番付階級：幕内 - 十両 - 幕下 - 三段目 - 序二段 - 序ノ口 幕内序列：横綱 - 大関 - 関脇 - 小結 - 前頭（「#数字」は各位内の序列） |                         |                         |                         |                             |                         |                             |